# Феррара-ді-Монте-Бальдо
Феррара-ді-Монте-Бальдо (італ. Ferrara di Monte Baldo, вен. Ferara de Monte Baldo) — муніципалітет в Італії, у регіоні Венето, провінція Верона.
Феррара-ді-Монте-Бальдо розташована на відстані близько 450 км на північ від Рима, 120 км на захід від Венеції, 30 км на північ від Верони.
Населення — 231 особа (2014).
Щорічний фестиваль відбувається 25 листопада. Покровитель — Santa Caterina d'Alessandria.

## Демографія
Населення за роками:

Станом на 1 січня 2023 року в муніципалітеті офіційно проживали 42 іноземці з 12 країн, серед них 13 громадян країн Євросоюзу та 3 громадяни України.

## Сусідні муніципалітети
- Авіо
- Брентіно-Беллуно
- Бренцоне
- Каприно-Веронезе
- Мальчезіне
- Сан-Цено-ді-Монтанья